# Karla DeVito
Karla DeVito (ur. 29 maja 1953 w Mokena, w stanie Illinois) – amerykańska piosenkarka i aktorka.
Urodziła się w małym rolniczym miasteczku na południowy zachód od Chicago. Uczęszczała do szkoły Licoln-Way, a następnie na Uniwersytet Loyola w Chicago, gdzie jako przedmiot kierunkowy wybrała teatr. W latach 1971–1972 Karla studiowała razem z Jo Frosbergiem i występowała w teatrze dla dzieci m.in. z Billem Murrayem. W 1973 roku była w obsadzie musicalu Hair.
Później zaczęła występować w chórku u Meat Loafa oraz śpiewała z playbacku w teledyskach do płyty Meata „Bat Out Of Hell” (wokalistką, której głos można usłyszeć jest Ellen Folley), a następnie w chórkach w grupach Blue Öyster Cult i Sorrows. Z czasem rozwinęła karierę solową i występowała przed koncertami m.in. Hall & Oates i Ricka Springfielda.
W 1981 roku zastąpiła Lindę Ronstadt w operze The Pirates of Penzance. Poznała tam Robby'ego Bensona, za którego wyszła za mąż w 1982 roku. Obecnie mają dwoje dzieci. Piosenka „We Are Not Alone” Robby'ego i Karli dostała się w 1985 roku na ścieżkę dźwiękową filmu „Klub winowajców” („The Breakfast Club”). W 1990 roku razem z Bensonem zagrała w filmie „Modern Love”.
W 2002 roku zaśpiewała rolę Elżbiety na płycie będącej zapisem rock opery „The Heart of the Rose” Grahama Russella.